# Counter Intelligence Corps
Pour les articles homonymes, voir CIC.
Le Counter Intelligence Corps (CIC) est un service de renseignements de l'Armée de terre des États-Unis actif pendant la Seconde Guerre mondiale et au début de la guerre froide. En 1961, ses fonctions sont reprises par le U.S. Army Intelligence Corps et en 1967 par la U.S. Army Intelligence Agency devenu en 1977 le United States Army Intelligence and Security Command. 
Juste après la fin de la Seconde Guerre mondiale, les agents de renseignements militaires qui ont servi dans des opérations militaires ou domestiques créent l'association de vétérans, la National Counter Intelligence Corps Association (NCICA). Celle-ci se réunit tous les ans et publie un bulletin trimestriel, le Golden Sphinx.

## Origines
Le CIC est le successeur de la Corps of Intelligence Police fondée par Ralph Van Deman en 1917. Cette organisation, fonctionnant aux États-Unis et en collaboration avec la American Expeditionary Force en France, a compté plus de 600 hommes. Cependant, après-guerre, la politique d'isolationnisme américaine, la réduction des dépenses militaires et la Grande Dépression ont pour conséquence une chute des effectifs. Au milieu des années 1930, on compte moins de 20 officiers. Vers la fin des années 1930, des menaces de guerre apparaissent, ce qui conduit à une nouvelle expansion du CIP qui retrouve ses effectifs de la Première Guerre mondiale.

## La Seconde Guerre mondiale
En décembre 1941, l'entrée des États-Unis dans la Seconde Guerre mondiale conduit au renforcement des effectifs. Le 13 décembre 1941, l'adjudant-général de l'armée publie un ordre renommant le CIP en Counter Intelligence Corps à compter du 1er janvier 1942. Un contingent de 543 officiers et de 4 431 sous-officiers supplémentaires est alloué. Le CIC recrute des agents qualifiés en investigation légale, policière ou autre, et recherche en particulier des hommes avec des compétences linguistiques. On ne trouvera cependant jamais suffisamment d'agents parlant des langues étrangères et des interprètes locaux ont souvent dû être recrutés.
La plupart des agents de terrain du CIC portent des habits civils ou des uniformes sans grades. Pour faciliter leur travail, il leur est demandé de s'identifier seulement comme  « Agent » ou « Special Agent » selon le cas. Cette pratique, similaire à celle des agents de la Criminal Investigation Division (CID), s'est perpétuée parmi les agents modernes du contre-renseignement.
Aux États-Unis le CIC, en collaboration avec le Provost Marshal General et le FBI, effectue des vérifications des antécédents du personnel militaire ayant accès au matériel classifié, se charge des enquêtes de suspicion de sabotage ou de subversion, des allégations de déloyauté, en particulier ceux contre des Américains de l'ascendance japonaise, italienne ou allemande. En dépit des limites de responsabilité définies dans l'accord FBI, le CIC a finalement consacré un effort considérable aux investigations civiles.
« Espionage and sabotage, being enemy directed, involved more than one person. Usually there were a number in the chain extending from the agent in the United States back through cutouts and couriers to the enemy country. This inevitably involved civilians with military suspects and the case became connected with the FBI. The military aspect became minor, and major investigative effort was in the civilian community to locate the higher-ups who presumably were controlling more than one agent »
— History of the Counter Intelligence Corps, Vol. 7
Cependant l'utilisation d'informateurs au sein de l'armée est mis en question politiquement et le CIC est forcé de réduire ses activités. Le 5 novembre 1943, les agents du CIC sont chassés de Washington. Le lendemain, l'inspecteur général des armées soumet un rapport accablant sur le CIC et en février 1944, les quartiers généraux du CIC sont dissous et le poste de Chef du CIC est aboli. En particulier, il est ordonné au CIC de cesser ses investigations domestiques, de détruire ses documents d'enquête concernant ces dernières, et d'engager ses agents dans les théâtres d'opération extérieures.
Des unités du CIC participent à la sécurité du projet Manhattan.